# 1992 au cinéma
| Années du cinéma : 1989 - 1990 - 1991 - 1992 - 1993 - 1994 - 1995    |
| Décennies du cinéma : 1960 - 1970 - 1980 - 1990 - 2000 - 2010 - 2020 |

Cet article présente les faits marquants de l'année 1992 au cinéma.

## Principaux films de l'année en France
- L'Amant
- L'Arme fatale 3
- Basic Instinct
- Batman, le défi
- Belle Époque
- La Belle et la Bête
- C'est arrivé près de chez vous
- La Crise
- Dracula
- Le Dernier des Mohicans
- Hook
- Impitoyable
- Indochine
- Lunes de fiel
- Maman, j'ai encore raté l'avion
- Malcolm X
- Maris et Femmes
- La Mort vous va si bien
- Les Nuits fauves
- Le Petit prince a dit
- Reservoir Dogs
- Retour à Howards End
- The Player
- Talons aiguilles
- Twin Peaks : Fire Walk With Me
- Un cœur en hiver

## Festivals
- 45e Festival international du film de Cannes
- 6e Festival international de films de Fribourg (FIFF)

## Récompenses

### Festival de Cannes
- Palme d’Or : Les Meilleures Intentions de Bille August (Suède)
- Grand prix du Jury : Il Ladro di bambini de Gianni Amelio (Italie)
- Grand Prix du 45e Festival: Retour à Howards End de James Ivory (Grande-Bretagne)
- Prix de la mise en scène : Robert Altman pour The Player
- Prix du Jury : Le Songe de la lumière de Victor Erice (Espagne) et Une vie indépendante de Vitali Kanevski (Russie)
- Prix d’interprétation féminine : Pernilla August dans Les Meilleures Intentions
- Prix d’interprétation masculine : Tim Robbins dans The Player (États-Unis)
- Prix du jury œcuménique : Il Ladro di bambini
- Caméra d’Or : Mac de John Turturro (États-Unis)
- Prix de la Critique Internationale : Le Songe de la lumière de Victor Erice (Espagne)
- Grand Prix de la Commission supérieure Technique : Le Voyage de Fernando Solanas (Argentine)

### Oscars
- Meilleur film et Meilleur réalisateur : Impitoyable (Unforgiven) de Clint Eastwood
- Meilleure actrice : Emma Thompson, Retour à Howards End
- Meilleur acteur : Al Pacino, le Temps d'un week-end (Scent of a Woman)
- Meilleur second rôle féminin : Marisa Tomei, Mon cousin Vinny (My Cousin Vinny)
- Meilleur second rôle masculin : Gene Hackman, Impitoyable (Unforgiven)
- Meilleur film étranger : Indochine (France), Régis Wargnier

### Césars
- Meilleur film : Tous les matins du monde d'Alain Corneau remporte 7 Césars avec Meilleur réalisateur, Meilleur second rôle féminin : Anne Brochet, photo, son, musique, costumes
- Meilleur acteur : Jacques Dutronc dans Van Gogh
- Meilleure actrice : Jeanne Moreau dans La vieille qui marchait dans la mer
- Meilleur second rôle masculin : Jean Carmet dans Merci la vie
- Meilleur film étranger : Toto le héros de Jaco Van Dormael

### Autres récompenses
- Mars : 2e Festival du cinéma africain de Milan : Jilali Ferhati (Maroc) remporte le Prix du meilleur long métrage avec La Plage des enfants perdus.
- Prix Romy-Schneider : Anouk Grinberg.
- Prix Jean-Vigo : Paris s'éveille, d'Olivier Assayas

## Box-Office

### France
| Class.                    | Titre               | Pays                  | Réalisateur               | Box-Office France |
| ------------------------- | ------------------- | --------------------- | ------------------------- | ----------------- |
| 1.                        | Basic Instinct      | États-Unis d'Amérique | Paul Verhoeven            | 4 615 342 entrées |
| 2.                        | L'Arme fatale 3     | États-Unis d'Amérique | Richard Donner            | 4 385 039 entrées |
| 3.                        | La Belle et la Bête | États-Unis d'Amérique | Gary Trousdale, Kirk Wise | 4 189 365 entrées |
| 4.                        | Bodyguard           | États-Unis d'Amérique | Mick Jackson              | 3 779 343 entrées |
| 5.                        | Hook                | États-Unis d'Amérique | Steven Spielberg          | 3 401 004 entrées |
| Source :cbo-boxoffice.com |                     |                       |                           |                   |

### États-Unis
1. Aladdin : 217.350.219 $
2. Maman j'ai encore raté l'avion (Home Alone 2 : Lost in New York) : 173.585.516 $
3. Batman, le défi (Batman Returns) : 162.831.698 $

## Naissances
- 22 juillet : Selena Gomez
- 15 septembre : Camélia Jordana
- 30 septembre : Ezra Miller
- 3 octobre : Lyna Khoudri
- 17 octobre : Barry Keoghan
- 2 novembre : Naomi Ackie
- 23 novembre : Miley Cyrus

## Principaux décès
- 1er janvier : Ginette Leclerc (Geneviève Menut), actrice française
- 11 mars : Richard Brooks, réalisateur américain
- 14 mars : Jean Poiret, acteur français
- 17 mars : Jack Arnold, réalisateur américain
- 20 mars : Georges Delerue, compositeur et directeur musical de films
- 16 avril : Neville Brand, acteur américain
- 23 avril : Satyajit Ray, réalisateur indien
- 6 mai : Marlène Dietrich, actrice
- 12 mai : Jacqueline Maillan, comédienne française
- 23 juillet : Arletty, actrice française
- 12 septembre : Anthony Perkins, acteur, chanteur et réalisateur américain
- 26 septembre : Suimenkul Chokmorov, acteur kirghize
- 6 octobre : Denholm Elliott, acteur britannique
- 6 décembre : Hank Worden, acteur américain
- 17 décembre : Dana Andrews, acteur américain